# Белавинский сельский округ (Московская область)
Белавинский сельский округ — упразднённая административно-территориальная единица, существовавшая на территории Орехово-Зуевского района Московской области в 1994—2006 годах.
Белавинский сельсовет был образован в первые годы советской власти. По данным 1923 года он входил в состав Красновской волости Егорьевского уезда Московской губернии.
В 1925 году к Белавинскому с/с был присоединён Халтуринский сельсовет, но уже 16 ноября 1926 года он был выделен обратно.
В 1926 году Белавинский с/с включал деревни Белавино и Халтурино.
В 1929 году Белавинский сельсовет вошёл в состав Шатурского района Орехово-Зуевского округа Московской области.
10 июля 1933 года Шатурский район был упразднён и Белавинский с/с вошёл в Орехово-Зуевский район.
22 марта 1934 года к Белавинскому с/с был присоединён Халтуринский с/с.
17 июля 1939 года к Белавинскому с/с были присоединены Арининский (селения Аксёново и Аринино) и Васютинский (селения Васютино, Софряково и Чукаево) с/с.
14 июня 1954 года к Белавинскому с/с был присоединён Дорофеевский с/с.
5 ноября 1959 года из Яковлевского с/с в Белавинский были переданы селения Грибчиха, Новониколаевка и Савинская.
1 февраля 1963 года Орехово-Зуевский район был упразднён и Белавинский с/с вошёл в Орехово-Зуевский сельский район. 11 января 1965 года Белавинский с/с был возвращён в восстановленный Орехово-Зуевский район.
21 мая 1965 года из Губинского с/с в Белавинский были переданы селения Власово, Тимонино, Федотово, Щетинино, Яковлево и посёлок Яковлевского лесничества. При этом центр Белавинского с/с был перенесён в селение Савинская.
3 февраля 1994 года Белавинский с/с был преобразован в Белавинский сельский округ.
8 апреля 2004 года к Белавинскому с/о был присоединён Губинский с/о..
В ходе муниципальной реформы 2004—2005 годов Белавинский сельский округ прекратил своё существование как муниципальная единица. При этом все его населённые пункты были переданы в сельское поселение Белавинское.
29 ноября 2006 года Белавинский сельский округ исключён из учётных данных административно-территориальных и территориальных единиц Московской области.